# Demi Lovato
Demetria Devonne Lovato coniugata Lutes, detta Demi (Albuquerque, 20 agosto 1992), è una cantautrice e attrice statunitense.
Ha esordito durante l'infanzia nel programma Barney & Friends, ma ha ottenuto notorietà grazie al suo ruolo nella pellicola Disney Camp Rock e al fortunato singolo da essa tratto This Is Me; poco dopo ha firmato un contratto con la Hollywood Records e ha pubblicato il suo primo album, Don't Forget. All'epoca del suo secondo album Here We Go Again, era diventata l'artista femminile più giovane della storia a debuttare in prima posizione nella classifica americana degli album.
A partire dal suo terzo album Unbroken, Demi Lovato ha conosciuto un successo più ampio soprattutto con i singoli, raggiungendo la top 10 della Billboard Hot 100 con Skyscraper, Heart Attack e Sorry Not Sorry e ottenendo degli ottimi risultati a livello internazionale con brani quali Give Your Heart A Break, Cool for the Summer e Neon Lights. Nella sua carriera, Lovato ha venduto oltre 24 milioni di copie nel solo territorio statunitense.
La critica ha speso spesso parole molto lusinghiere sul suo strumento vocale, definendola fra le migliori della sua generazione e nell'industria musicale in generale. Il suo quinto album in studio Confident le è valso la sua prima candidatura al Premio Grammy.

## Biografia
Nasce ad Albuquerque, Nuovo Messico, il 20 agosto 1992 da Patrick Lovato (morto di cancro il 22 giugno 2013) e Dianna Hart, crescendo poi a Dallas. Ha origini messicane, irlandesi e italiane. Ha una sorella maggiore, Dallas Lovato, una sorella minore dal lato materno, Madison De La Garza ed una sorella maggiore dal lato paterno, Amber, che Demi ha conosciuto solo nel 2012.
In un'intervista all'Ellen DeGeneres Show, Lovato racconta di aver subito frustranti atti di bullismo all'età di 12 anni tanto da chiedere a sua madre di darle un'istruzione domiciliare. Nell'aprile del 2009 riceve il diploma e, successivamente, diventa portavoce dell'organizzazione anti bullismo PACER e appare nel programma America's Next Top Model della CNN per parlare a favore di questa causa.
Nel 2007 è vittima, a soli 15 anni, di uno stupro da parte di uno sconosciuto; viene poi abusata di nuovo dallo spacciatore, che da tempo le vendeva cocaina, la notte in cui ha rischiato di morire per overdose, nel marzo 2018.
Nel 2006 interpreta Danielle Curtin nella puntata First Down di Prison Break. Appare inoltre nella seconda stagione della serie televisiva Just Jordan, dove interpreta Nicole.

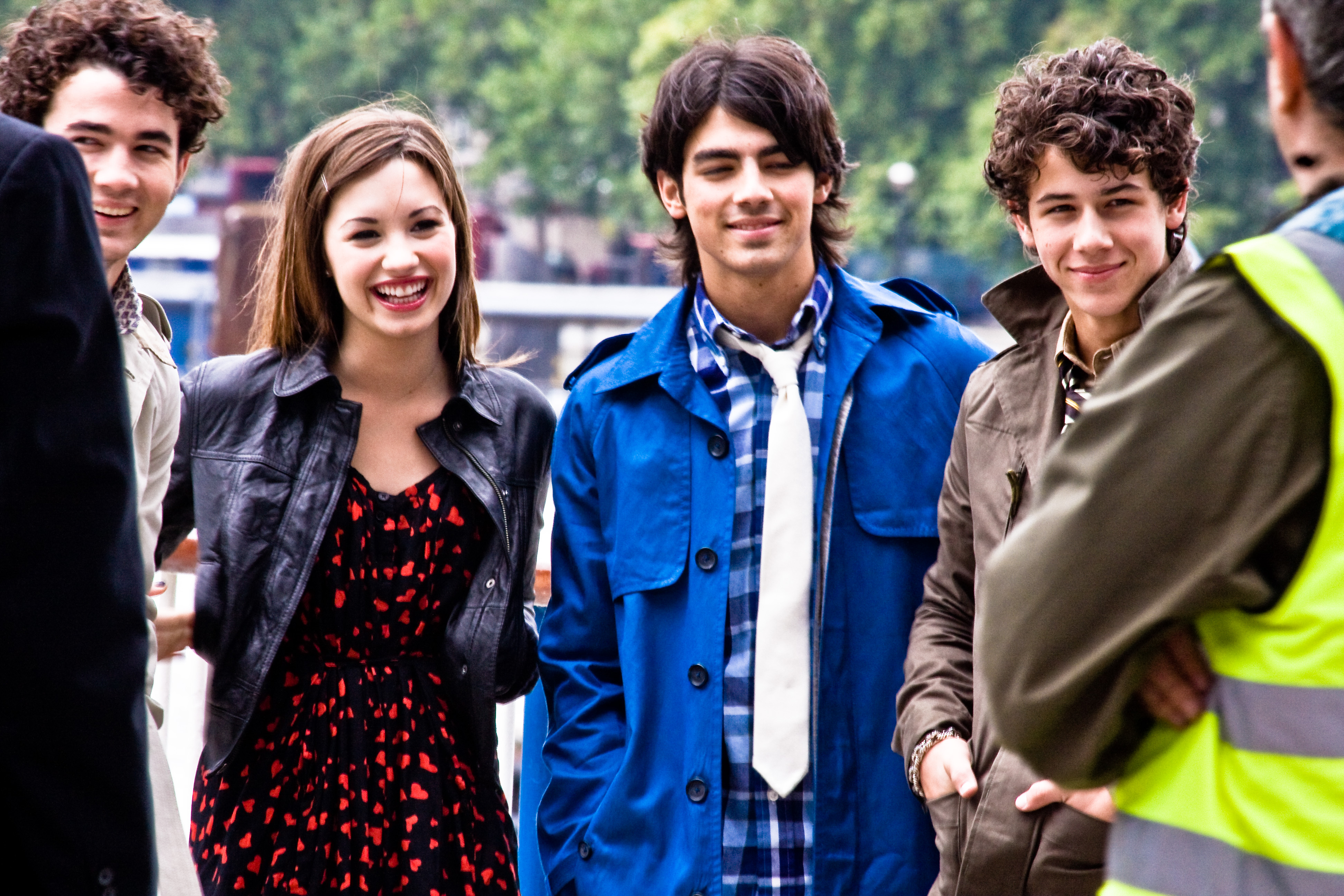
Demi Lovato e i Jonas Brothers nel 2008 sul set di Camp Rock.

### 2007–2009:Camp Rock,Don't ForgeteSonny tra le stelle
Nell'estate del 2007 fa un'audizione per Camp Rock e la serie televisiva Sonny tra le stelle: ottiene entrambe le parti. Durante l'audizione di Camp Rock, il presidente della Disney Gary Marsh chiede a Demi di cantare. Canta Ain't No Way di Aretha Franklin e il vicepresidente Bob Cavallo rimane impressionato dalle sue doti canore. Ottiene così il ruolo di protagonista, per la Disney, nel film per la televisione e firma un contratto discografico con la Hollywood Records all'inizio del 2008. In Camp Rock interpreta Mitchie Torres, una ragazza sedicenne che sogna di diventare una cantante. Il film debutta il 20 giugno 2008 negli Stati Uniti, venendo visto, soltanto la prima sera del suo debutto nelle sale statunitensi, da 8,9 milioni di spettatori, e rendendo così Demi popolare, specialmente tra gli adolescenti. Nel film canta This Is Me con Joe Jonas e altre tre delle canzoni presenti nella colonna sonora. This Is Me raggiunge la nona posizione della Billboard Hot 100. Nel settembre 2008 diventa la cantante di supporto del Burnin' Up Tour dei Jonas Brothers.
Dall'album di debutto Don't Forget vengono estratti i singoli Get Back, La La Land e Don't Forget. Tutti ricevono un discreto successo ed entrano nella classifica Billboard Hot 100 tra la quarantesima e la cinquantesima posizione. La serie Sonny tra le stelle, dove interpreta Sonny Munroe, debutta l'8 febbraio 2009 in America. Nel giugno 2009 riceve la parte della Principessa Rosalinda nel film Programma protezione principesse, insieme a Selena Gomez. Il film è visto da 9 800 000 spettatori. Successivamente, diventa un membro della Disney Friends for Change. Demi Lovato, Miley Cyrus, Selena Gomez e i Jonas Brothers registrano Send It On, un singolo di beneficenza che debutta nella Billboard Hot 100 alla ventesima posizione. Nel 2010 registra Make a Wave con Joe Jonas.

Autografo di Demi Lovato

### 2009–2010: Here We Go Again eCamp Rock 2: The Final Jam
All'inizio del 2009 annuncia un nuovo tour estivo, che inizia il 21 giugno a Hartford, Connecticut e termina il 24 agosto dello stesso anno ad Atlantic City, New Jersey. Here We Go Again esce il 21 giugno 2009 e debutta alla prima posizione della Billboard 200 con 108 000 copie vendute nella prima settimana. L'album è preceduto dall'omonimo singolo pubblicato il 23 giugno. Raggiunge la quindicesima posizione della classifica Billboard Hot 100.
Il secondo singolo estratto, Remember December, pubblicato il 17 novembre, non entra nella classifica della Billboard (si posiziona alla numero 106).

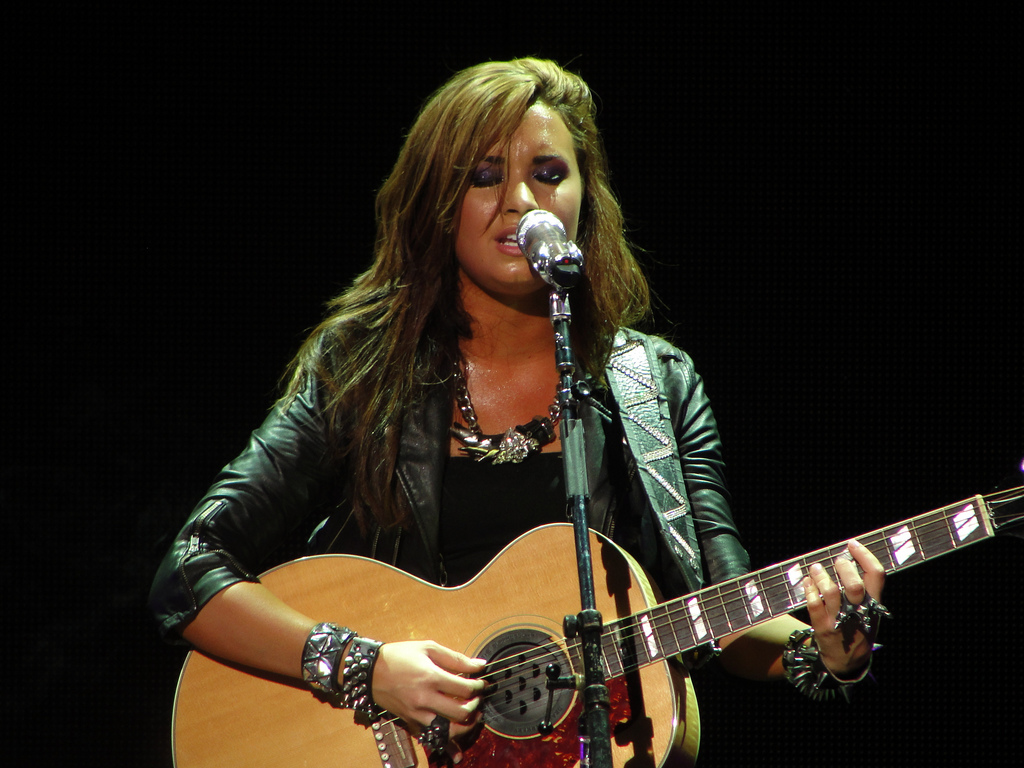
Demi Lovato in concerto nel 2010.

Nel settembre 2009 inizia la produzione del seguito di Camp Rock, Camp Rock 2: The Final Jam che esce il 3 settembre 2010 e viene visto da 8 milioni di spettatori.
Il 27 aprile 2010 i Jonas Brothers annunciano la partecipazione di Demi come guest star al loro Jonas Brothers Live In Concert Tour. Demi abbandona il tour prima della sua fine per entrare in una clinica specializzata in cui curare i suoi problemi emotivi. Il 28 gennaio 2011, Demi Lovato finisce il suo trattamento in clinica. Durante un'intervista a Good Morning America del 20 aprile 2011, Demi afferma di esser stata in cura per bulimia e autolesionismo presso la Timberline Knolls in Illinois.

### 2011–2012:UnbrokeneX-Factor USA
Nell'aprile 2011 inizia a lavorare al suo terzo album Unbroken, che esce il 20 settembre 2011. La stessa Lovato descrive l'album come "più pop, più R&B, ispirato al sound di Keri Hilson e Rihanna". Il primo singolo estratto dall'album, Skyscraper debutta il 12 luglio 2011 ed entra al decimo posto nella Billboard Hot 100. È il suo primo singolo ad entrare nella top ten della Billboard. Nella classifica italiana, Unbroken debutta al 22º posto. Ai Teen Choice Awards del 2012 Demi vince sia nella categoria "miglior artista femminile dell'estate" che in quella "miglior celebrità su Twitter". Inoltre è stata nominata ed ha vinto agli MTV VMA Awards 2012 nella categoria "Best Video With a Message" con il suo singolo Skyscraper. In un'intervista, la cantante ha dichiarato che il suo quarto album parlerà di lei, inizierà a lavorarci due mesi dopo gli MTV Video Music Awards. Il secondo singolo estratto dal terzo album è Give Your Heart a Break, e il 2 aprile viene pubblicato il video sul canale Vevo della cantante. 

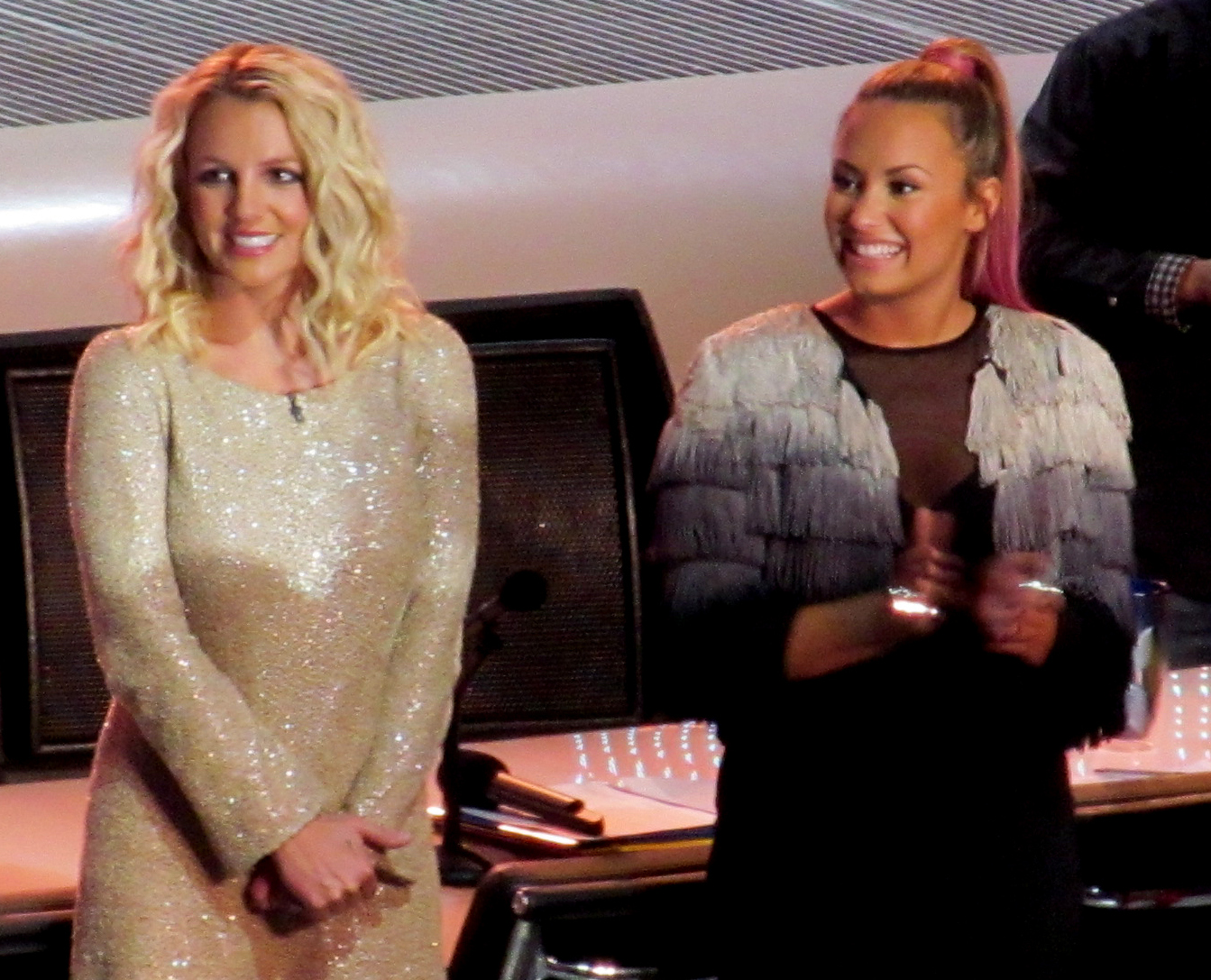
Demi Lovato e Britney Spears durante la seconda edizione di X Factor USA nel 2012.

Nel maggio 2012 viene scelta come giudice della seconda edizione di The X Factor USA, affiancata da Simon Cowell, Britney Spears e L.A. Reid. Diventa coach degli "Under 25" e la sua ultima artista rimasta CeCe Frey riesce a classificarsi sesta. Nel marzo 2013 annuncia che farà parte anche della terza edizione del programma al fianco di Simon Cowell, Kelly Rowland e Paulina Rubio.

### 2013–2014:Demie la promozione
Nell'ottobre 2012 Lovato inizia la registrazione del suo quarto album in studio. La cantante annuncia che il nuovo album può considerarsi la seconda parte del precedente, Unbroken, che userà dei veri strumenti allontanandosi dalla musica elettropop e non userà dubstep. I testi delle nuove canzoni, dichiara, saranno più maturi rispetto all'album precedente.
In quel periodo pubblica anche il suo primo libro Staying Strong, nel quale ha inserito le citazioni più importanti per lei.
Il 25 dicembre, la cantante pubblica un video su YouTube, dove si esibisce in una cover, accompagnata da una chitarra e un pianoforte, della canzone Angels Among Us per beneficenza alle famiglie in Newtown, colpite dalla strage del killer che ha ucciso i loro figli in una scuola elementare.
Il 12 febbraio 2013, sul sito della cantante, viene pubblicato uno snippet e la cover di Heart Attack primo singolo estratto dal suo quarto album di inediti, e il 25 febbraio su therealdemilovato viene pubblicato il video riguardante l'audio del singolo, e reso pubblico in vendita anche su iTunes. Il 4 marzo, Heart Attack, fu pubblicato su iTunes, raggiungendo la posizione numero 7. Il nome e la data dell'uscita del quarto album sono stati rilevati il 1º aprile 2013. Il nome dell'album sarà Demi e uscirà il 14 maggio. Il 7 maggio, Demi sul suo profilo Twitter inserisce il link a un sito dove poter ascoltare in anteprima l'album. Il secondo singolo estratto è Made In The USA, pubblicato il 4 luglio.
Nell'agosto 2013 la sua canzone Heart by Heart entra a far parte della colonna sonora del film Shadowhunters - Città di ossa.
Il terzo singolo estratto dall'album è Neon Lights; il video viene pubblicato sul canale Vevo della cantante il 21 novembre. In 12 ore ottiene più di 2 milioni di visualizzazioni.
Il 23 ottobre 2013 viene pubblicato su iTunes il suo nuovo singolo, una cover di Let It Go, tornando a collaborare con la Disney per la colonna sonora del 53º classico Disney, Frozen - Il regno di ghiaccio. La canzone, nella sua versione originale cantata da Idina Menzel, ha vinto il premio Oscar nella categoria "Miglior canzone"; a sua volta il film ha vinto il premio Oscar nella categoria "Miglior film d'animazione".

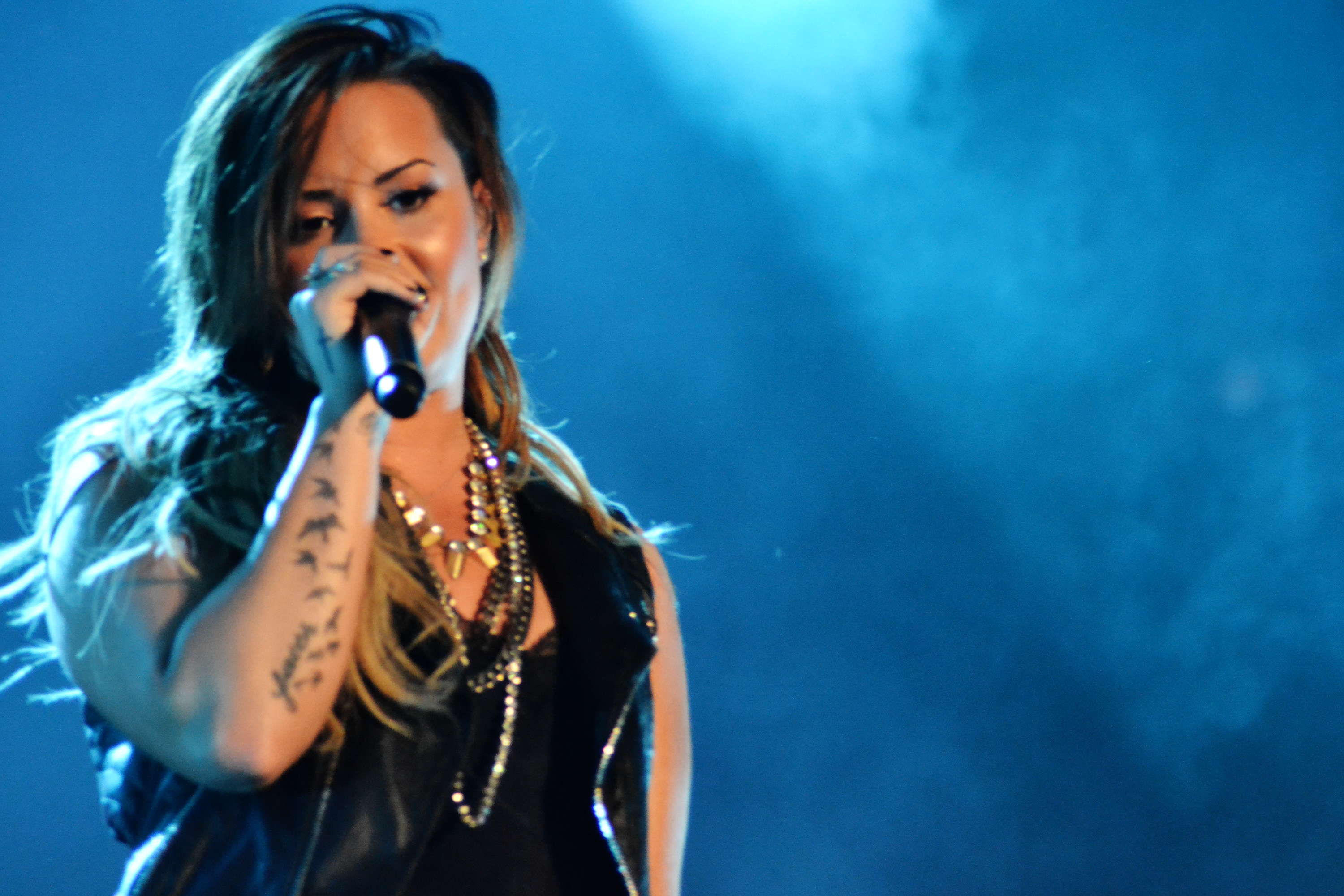
Demi Lovato durante il Neon Lights Tour.

Alla fine del 2013 Lovato conferma che nel 2014 si dedicherà alla nuova musica e specialmente al tour.
Il 9 febbraio 2014 inizia il Neon Lights Tour negli Stati Uniti e in Canada, che la tiene impegnata nei mesi di febbraio, marzo e aprile (in quest'ultimo ha visitato il Sud America) e si conclude il 1º giugno 2014 al KOKO di Londra.
Nel mese di maggio, durante una live chat, Lovato annuncia il suo quarto singolo tratto dall'album Demi, Really Don't Care in collaborazione con Cher Lloyd. Il 14 maggio 2014 viene pubblicato il lyric video di Really Don't Care su VEVO, realizzato dai fan brasiliani. Il 20 maggio 2014 la band The Vamps annuncia un duetto con Demi Lovato nella canzone Somebody to You.
Il 28 maggio 2014 viene pubblicato un video sul canale della cantante nel quale annuncia un tour mondiale, il Demi World Tour. Le prime date saranno negli Stati Uniti e in Canada, a partire dal 6 settembre al Baltimore Arena nel Maryland per concludersi il 27 ottobre al Barclays Center di Brooklyn, New York. Ad accompagnarla nel tour vi è stata la presenza di Christina Perri, i MKTO, Kiesza, Becky G, Bea Miller, Andee e i Restless Road che aprirono i vari concerti. Dopo una pausa di quattro mesi, il tour riparte dal 17 aprile 2015, in Oceania e in Asia, concludendosi il 9 maggio 2015.
Il 10 agosto 2014 Lovato e Cher Lloyd si esibiscono al Teen Choice Awards con il singolo Really Don't Care, durante il quale la cantante riceve due premi: uno per il singolo nella categoria Choice Summer Song e uno per sé stessa nella categoria Choice Summer Female Artist.
L'11 dicembre 2014 il cantante Olly Murs pubblica il suo nuovo singolo Up in collaborazione con Demi Lovato. Il 24 dicembre 2014, Demi ha pubblicato sul suo canale il video di Nightingale, il quale farà parte della riedizione dell'album Demi, ovvero Demi (Deluxe).

### 2015-2016:Confident

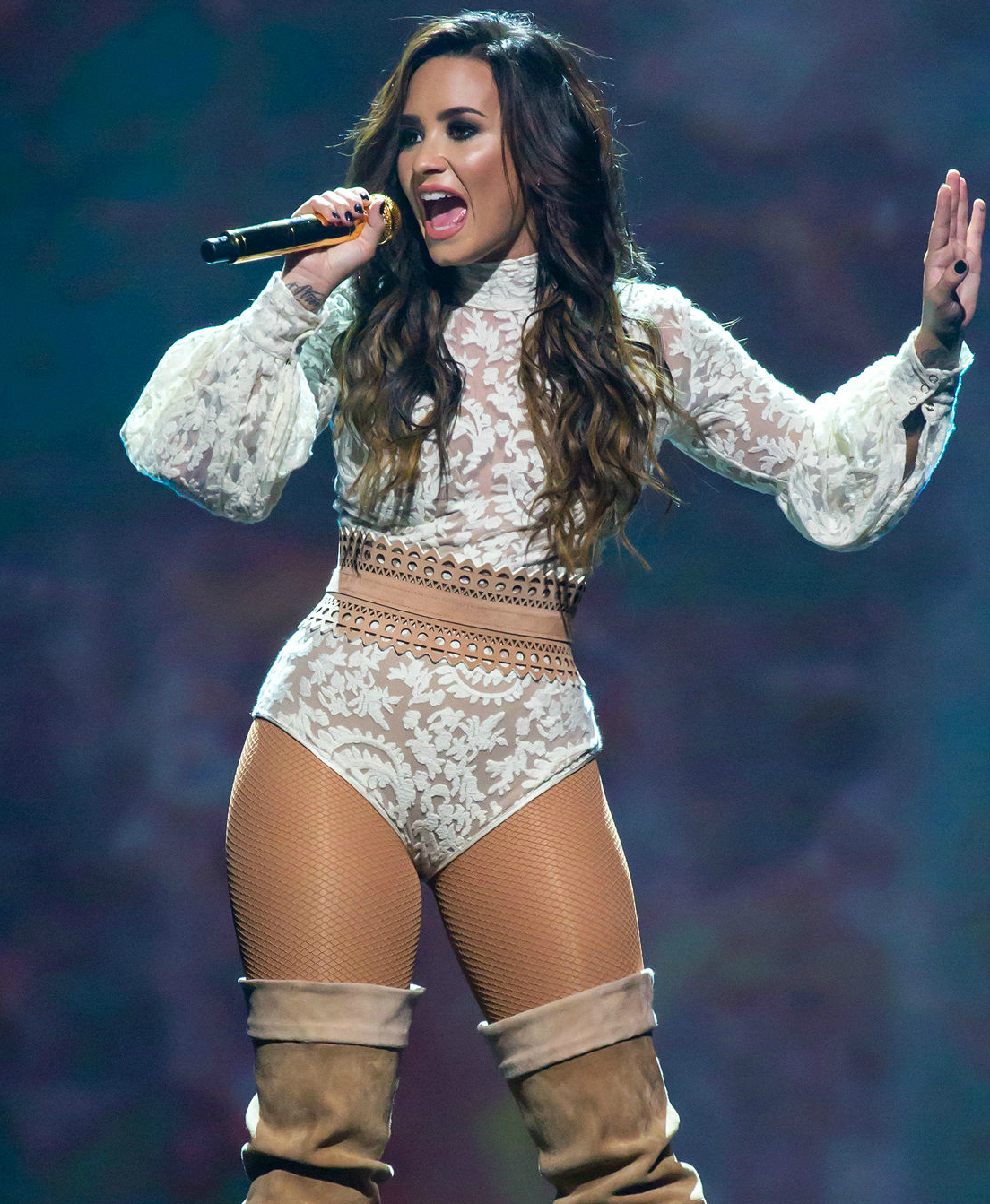
Demi Lovato in concerto a San Antonio durante il suo Future Now Tour nel 2016.

Il quinto album della cantante, intitolato Confident, è stato pubblicato il 16 ottobre 2015 dall'etichetta Safehouse, in collaborazione con la Hollywood Records, la Island Records e la Republic Records, e ha visto la partecipazione di artisti come Iggy Azalea e Sirah. L'album è stato anticipato dall'uscita del primo singolo estratto, Cool for the Summer, reso disponibile il 1º luglio 2015. Il video viene distribuito il 23 luglio e in quasi tre mesi dall'uscita supera le 100 milioni di visualizzazioni, ottenendo in tal modo la Certificazione Vevo. Il 30 agosto ha cantato Cool For The Summer agli MTV Video Music Awards 2015. Il brano ha raggiunto la numero 11 della Billboard Hot 100 ed ha infranto il record di canzone più veloce nel raggiungere la vetta della classifica Hot Dance Club Play di Billboard.
Il 18 settembre, Lovato pubblica il secondo singolo estratto dal nuovo album, l'omonimo Confident. Il 9 ottobre, sul canale Vevo della cantante viene pubblicato il video della canzone.
Sempre nel 2015 lavora come doppiatrice in due film: nel film d'animazione Charming, nel quale lavora accanto ad Ashley Tisdale e Avril Lavigne, e in Get Smurfy dove ha doppiato Puffetta. Il 26 ottobre 2015 annuncia un tour in collaborazione con Nick Jonas, il Future Now Tour tenutosi in Nordamerica durante tutta l'estate dell'anno successivo.
Il 6 febbraio 2016 la cantante annuncia via Instagram il terzo singolo dall'album estratto da Confident, Stone Cold. Intanto il 15 febbraio, Lovato si esibisce per la prima volta alla cerimonia dei Premi Grammy, con un tributo a Lionel Richie con il brano Hello, accompagnata al piano da John Legend. Il 23 febbraio viene pubblicato su Vevo il videoclip di Stone Cold. Accolto molto positivamente dalla critica, la stessa cantante l'ha definito come «il più emozionante che abbia mai girato».
Nell'aprile del 2016 la cantante annuncia che canterà nella colonna del nuovo film di Angry Birds con una cover della celeberrima hit I Will Survive di Gloria Gaynor.
Il 1º luglio 2016 pubblica un nuovo singolo, Body Say, rendendolo disponibile unicamente per il servizio streaming. Canta per la prima volta il pezzo live durante la prima data del Future Now Tour il 29 giugno.
Il 6 dicembre successivo, la cantante viene nominata per la prima volta nella sua carriera al prestigioso Premio Grammy nella categoria miglior album pop vocale grazie a Confident.

### 2017-2019:Tell Me You Love Mee nuove collaborazioni
Nel febbraio 2017, Demi è stata la produttrice esecutiva di un documentario, intitolato Beyond Silence, che segue tre individui e le loro esperienze con malattie mentali, tra cui disturbo bipolare, schizofrenia, depressione e ansia.
Nel 2017, Lovato è presente in due nuove collaborazioni: No Promises con i Cheat Codes e Instruction con Jax Jones e Stefflon Don. Il 5 maggio 2017, Lovato ha annunciato la pubblicazione di un documentario sulla sua vita, intitolato Simply Complicated. L'8 maggio 2017 ha annunciato una collaborazione con la linea sportiva Fabletics per sostenere l'iniziativa delle Nazioni Unite, Girl Up.
Lovato ha pubblicato un nuovo singolo intitolato Sorry Not Sorry l'11 luglio 2017, che è il singolo principale del suo sesto album. Il 25 agosto 2017 pubblica il singolo promozionale che dà il titolo del nuovo album, Tell Me You Love Me. L'album è stato pubblicato il 29 settembre dello stesso anno.
Il 17 ottobre 2017 viene pubblicato su YouTube il documentario Simply Complicated. Nel novembre 2017 Lovato è presente in una canzone con Luis Fonsi, Échame la culpa, che riscuote un ottimo successo a livello mondiale.

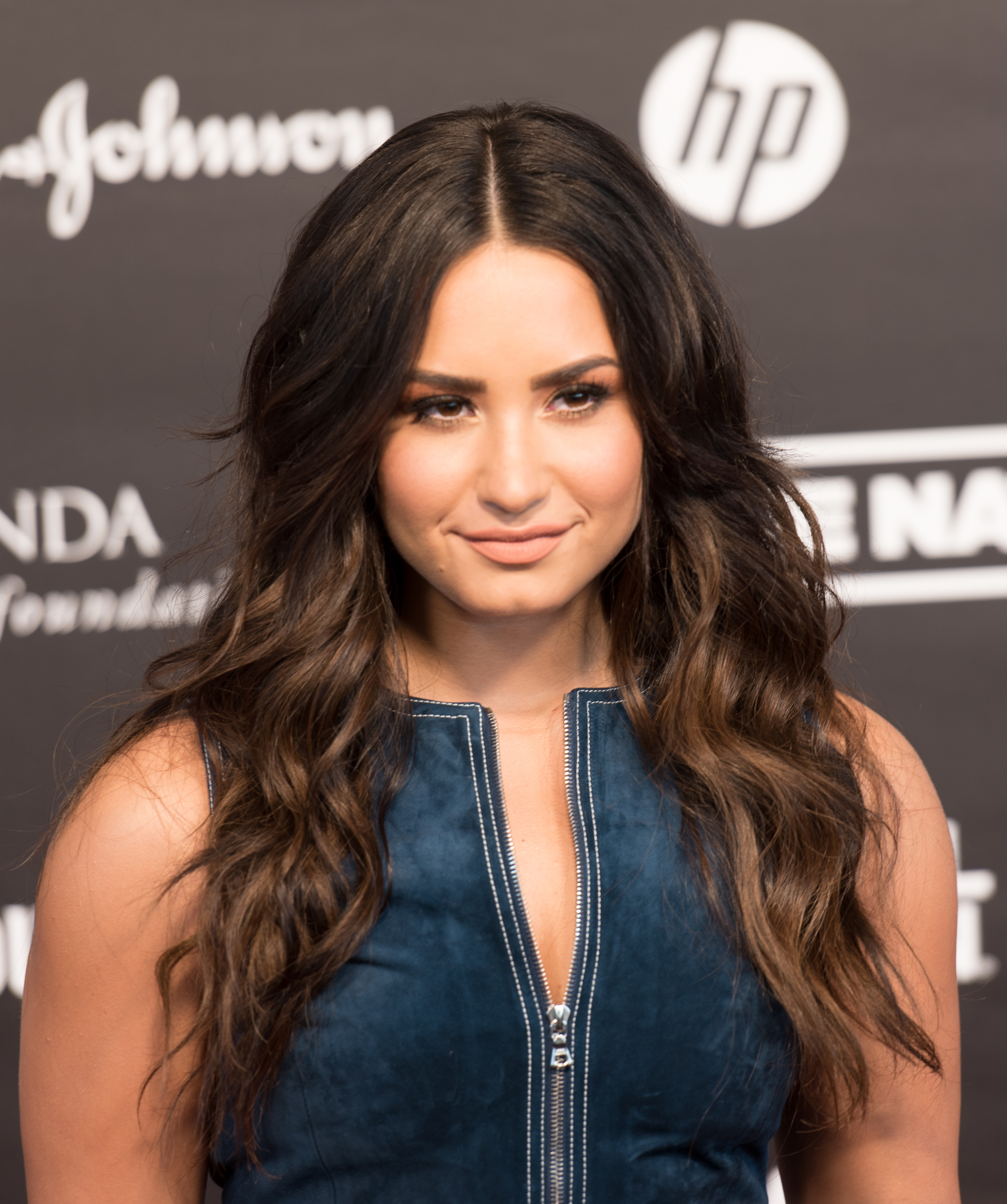
Demi Lovato al Global Citizen Festival 2017 di Amburgo

Il 26 febbraio 2018 inizia a San Diego in America il sesto tour mondiale della cantante chiamato Tell Me You Love Me Tour, che il 27 giugno dello stesso anno fa una tappa in Italia all'Unipol Arena di Bologna. Successivamente collabora con DJ Khaled nel singolo I Believe, che viene estratto dalla colonna sonora del film Nelle pieghe del tempo.
Nel maggio 2018 escono due collaborazioni che vedono la partecipazione della cantante, una con Christina Aguilera intitolata Fall in Line, e una con i Clean Bandit intitolata Solo. Demi Lovato si esibisce con la Aguilera durante i Billboard Music Awards del 2018, mentre indossa un tutore a causa di un incidente avuto pochi giorni prima della performance. Il 21 giugno 2018, Lovato pubblica un nuovo singolo intitolato Sober. In seguito a un'overdose, il 24 luglio 2018 si ritira temporaneamente dalle scene per prendersi cura di se stessa e della sua salute mentale.

### 2020-2021:Dancing with the Devil... The Art of Starting Over
Dopo una lunga pausa durata un anno e mezzo, Demi Lovato torna sulle scene musicali il 26 gennaio 2020, quando si esibisce dal vivo alla cerimonia degli annuali Grammy Awards con l'inedito Anyone, scritto soltanto quattro giorni prima della spiacevole esperienza in cui la cantante ha rischiato di perdere la vita. Il 6 marzo successivo pubblica il singolo I Love Me. Nello stesso periodo, Demi Lovato si esibisce durante il Super Bowl, uno dei principali eventi sportivi statunitensi, intonando l'inno nazionale statunitense. Il 17 aprile 2020 viene inoltre pubblicato il singolo I'm Ready di Sam Smith, in collaborazione appunto con Demi Lovato, incluso nell'album di Smith Love Goes.
L'artista partecipa a quattro episodi della serie televisiva Will & Grace e recita nel film Netflix Eurovision Song Contest - La storia dei Fire Saga, contribuendovi anche alla colonna sonora con il brano In the Mirror. Il 10 settembre 2020 viene pubblicato il singolo del DJ Marshmello OK Not to Be OK. Il 1º ottobre viene messo in commercio il singolo Still Have Me, la cui uscita era stata anticipata il giorno precedente sui suoi social network della cantante. Ad esso ha fatto seguito Commander in Chief, canzone di protesta in cui viene apertamente attaccato l'allora presidente degli Stati Uniti d'America Donald Trump alcune settimane prima delle elezioni presidenziali statunitensi. Nel mese di novembre 2020 conduce i People Choice Awards. A dicembre, Lovato prende parte al remix di Monsters insieme agli All Time Low e Blackbear, e collabora con il rapper Jeezy nella canzone My Reputation, contenuta nell'album The Recession 2 del rapper.
Nel gennaio 2021 Demi Lovato annuncia l'uscita di Dancing with the Devil, documentario di quattro puntate prodotto da YouTube messo in onda a marzo. Nel gennaio 2021 si esibisce durante la cerimonia di insediamento del 46º presidente degli Stati Uniti d'America Joe Biden. Il 4 febbraio 2021 collabora con Sam Fischer nel singolo What Other People Say, estratto dal suo nuovo album. Nelle settimane successive l'artista annuncia la pubblicazione del suo settimo album Dancing with the Devil... the Art of Starting Over, uscito il 2 aprile 2021, in contemporanea a cui è stato pubblicato il singolo Dancing with the Devil, colonna sonora dell'omonimo documentario, con il relativo video in cui viene raccontata la tragica esperienza vissuta da Lovato nel 2018. Pochi giorni dopo viene inviato alle radio come singolo il brano Met Him Last Night, che vede la partecipazione della cantante statunitense Ariana Grande. Collabora successivamente con il rapper G-Eazy nel singolo di quest'ultimo Breakdown.

### 2022-presente:Holy FvckeRevamped

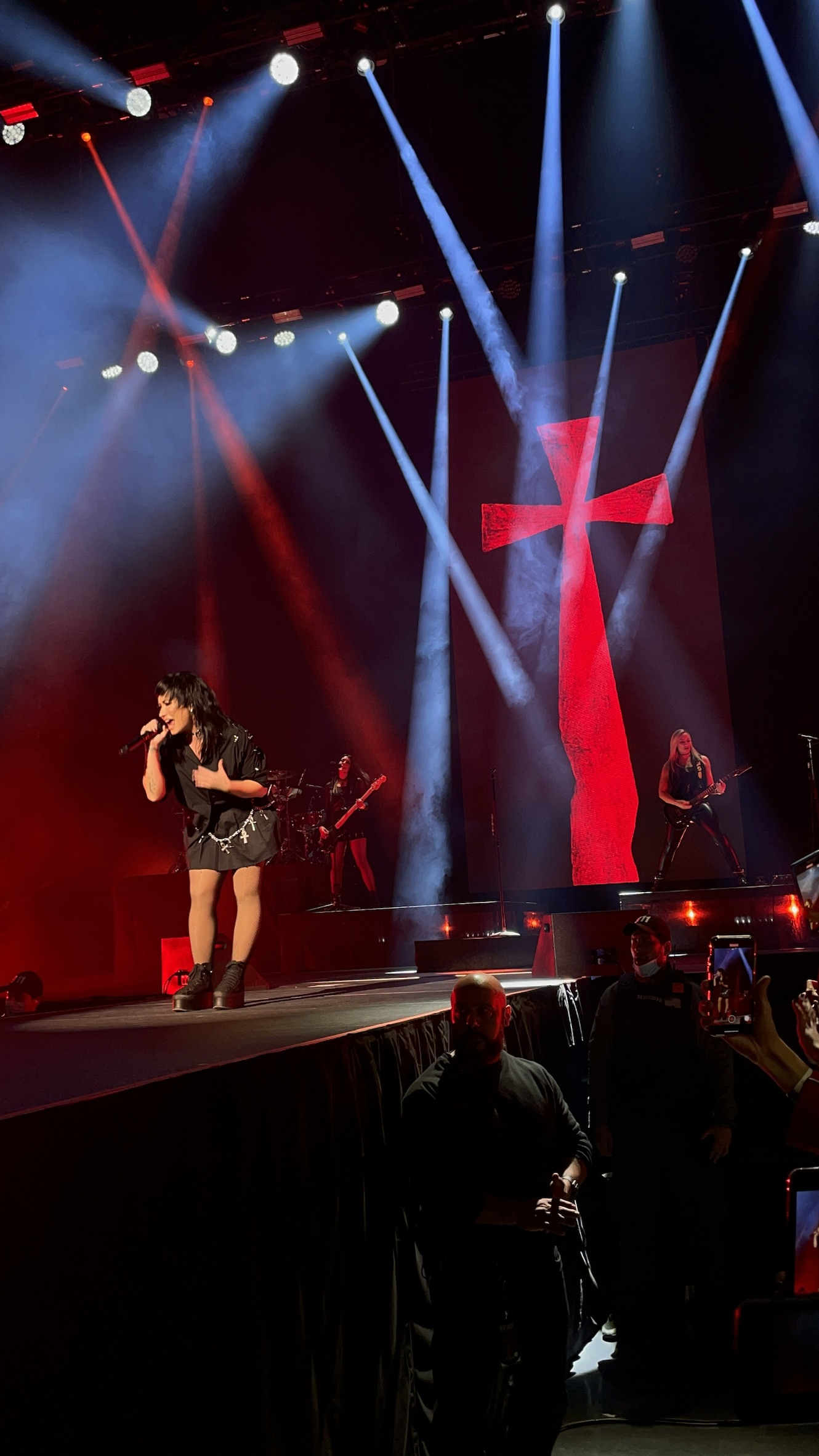
Demi Lovato in concerto a Bogotà nel settembre 2022

Dopo aver reso nota l'intenzione di tornare ad interpretare musica con sonorità rock, Demi Lovato annuncia la pubblicazione dell'ottavo album Holy Fvck per l'agosto 2022. Il singolo apri-pista Skin of My Teeth è pubblicato il 10 giugno 2022, seguito dal secondo estratto Substance, con il quale Lovato si è avvicinata a un sound pop punk.
Pochi giorni dopo l'uscita dell'album, avvenuta il 19 agosto, la cantante ha dato il via all'omonimo tour promozionale con date in Sud e Nord America nel corso dell'autunno 2022. Nel 2023 pubblica Still Alive, singolo co-scritto da Mike Shinoda e brano portante della colonna sonora di Scream VI. Contestualmente, annuncia il suo debutto come regista, il quale avverrà con un documentario distribuito da Hulu e dedicato a vari personaggi diventati famosi durante l'infanzia.
Il 15 settembre 2023 esce il suo primo album di remix Revamped, contenente dieci proprie canzoni reinterpretate in chiave rock.

## Stile musicale e influenze

### Voce
Vocalmente, Demi Lovato viene classificata come soprano. Fin dagli esordi, la critica ha sottolineato quanto potenti fossero le sue esecuzioni vocali, ed in particolare Sophie Schillaci di The Hollywood Reporter ha affermato che la sua voce è in grado di "zittire anche il più esigente dei critici". Successivamente, dopo aver collaborato con lei per il suo terzo album Unbroken, Ryan Tedder l'ha definita "una delle migliori cantanti con cui abbia mai lavorato, sullo stesso livello di Kelly Clarkson". Nel 2020, in seguito alla sua performance dell'inno americano al Super Bowl, Patrick Ryan di USA Today ha definito Demi Lovato come "la miglior vocalist dell'industria musicale odierna".

### Influenze
Demi Lovato ha sempre citato Christina Aguilera, Kelly Clarkson, Aretha Franklin e Whitney Houston come sue principali fonti d'ispirazione, al punto dal definire l'avvenuto duetto con Christina Aguilera in Fall In Line come "un sogno diventato realtà". In particolare, per l'album Tell Me You Love Me, ha affermato di essersi fortemente ispirata a Stripped, uno degli album più noti di Christina Aguilera. In singole occasioni, ha citato anche Beyoncé, Britney Spears, John Mayer, Billie Holiday, Keri Hilson, Spice Girls, Rihanna, JoJo e Jennifer Lopez e altri come ispirazioni. Inoltre, dopo aver lavorato con Brad Paisley nel brano Without A FIght, Lovato ha rivelato che anche la musica country ha avuto un forte impatto sulla sua maturazione artistica.

## Vita privata
Nell'ottobre 2010, Demi Lovato ha abbandonato il tour mondiale condotto a fianco dei Jonas Brothers per farsi ricoverare in una struttura privata a causa di problemi fisici ed emotivi. I media poi hanno rivelato che aveva preso questa decisione dopo aver colpito al volto uno dei ballerini del tour, Alex Welch. Per l'incidente, la cantante si è assunta tutte le responsabilità stipulando anche un accordo con la vittima dell'aggressione. Il 28 gennaio 2011 ha finito il suo trattamento dopo aver trascorso novanta giorni nel centro Timberline Knolls. Poco dopo ha ammesso di aver sofferto di bulimia, tentando di alleviare il dolore con l'uso di droga e alcol. Ha aggiunto che ha «fondamentalmente avuto un esaurimento nervoso» e le è stato diagnosticato un disturbo bipolare durante il trattamento. In seguito ha detto di aver fatto uso di cocaina più volte al giorno.
Nell'aprile 2011, Lovato è divenuta redattrice per la rivista Seventeen, scrivendo un articolo che parlava delle sue lotte contro le dipendenze. Nel marzo 2012 ha poi pubblicato un documentario andato in onda su MTV, nel quale ha raccontato le sue esperienze mentre era in clinica.
Nel giugno 2018 ha pubblicato il singolo Sober, nel quale parla apertamente dei suoi problemi di dipendenza da alcol e droghe. Il 24 luglio dello stesso anno, Lovato viene ricoverata in ospedale in seguito a un'overdose da oppioidi; la cantante era stata trovata priva di sensi dai soccorsi nella sua abitazione di Hollywood Hills. La cantante è quindi rientrata in clinica per farsi curare.
Nel 2021 ha confessato che, dopo l'overdose del 2018, che le ha provocato tre ictus e un infarto, ha avuto danni permanenti alla sua salute, tra cui una lesione cerebrale e punti ciechi nella vista che le rendono impossibile la guida di autovetture.
Dal 2010 al 2016 ha avuto una relazione con l'attore Wilmer Valderrama. Dall'estate 2016 al gennaio 2017 ha frequentato l'artista marziale misto Luke Rockhold, per poi iniziare una relazione con Guilherme Vasconcelos, finita a maggio dello stesso anno. Nel 2020 ha iniziato a frequentare l'attore Max Ehrich con cui si è fidanzata nel luglio dello stesso anno; la relazione però è terminata prima del matrimonio.
Lovato ha dichiarato di essere bisessuale e di averlo capito grazie al film Cruel Intentions - Prima regola non innamorarsi. Nel marzo 2021 ha dichiarato di essere pansessuale e genderfluid.
Nel maggio 2021 ha affermato di identificarsi come non-binary, preferendo i pronomi they/them, di genere neutro.
Ad agosto del 2022 dichiara in un podcast di sentirsi a suo agio anche con i pronomi femminili, oltre che con quelli neutri.
Dal punto di vista politico, Lovato ha sempre sostenuto il Partito Democratico americano e nel 2020 in particolare ha attaccato duramente Donald Trump in occasione della sua seconda campagna elettorale come candidato alla presidenza degli Stati Uniti D'America.

## Filmografia

### Cinema
- Jonas Brothers: The 3D Concert Experience, regia di Bruce Hendricks (2009)
- Zoolander 2, regia di Ben Stiller (2016) – non accreditata
- Eurovision Song Contest - La storia dei Fire Saga (Eurovision Song Contest: The Story of Fire Saga), regia di David Dobkin (2020)

### Televisione
- Barney & Friends – serie TV, 9 episodi (2002-2004)
- Prison Break – serie TV, episodio 2x04 (2006)
- As the Bell Rings – serie TV, 11 episodi (2007-2008)
- Just Jordan – serie TV, episodio 2x06 (2007)
- Camp Rock, regia di Matthew Diamond – film TV (2008)
- Sonny tra le stelle (Sonny With a Chance) – serie TV, 46 episodi (2009-2011)
- Programma protezione principesse (Princess Protection Program), regia di Allison Liddi-Brown – film TV (2009)
- Grey's Anatomy – serie TV, episodio 6x22 (2010)
- Camp Rock 2: The Final Jam, regia di Paul Hoen – film TV (2010)
- Glee – serie TV, 4 episodi (2013-2014)
- Matador - serie TV, episodio 1x01 (2014) – non accreditata
- Dal tramonto all'alba - La serie (From Dusk Till Dawn: The Series) – serie TV, episodi 2x09-2x10 (2015)
- Will & Grace – serie TV, 4 episodi (2020)

## Programmi televisivi
- Studio DC: Almost Live – special TV, episodio 1x02 (2008)
- America's Next Top Model – reality show, guest star (2010)
- Extreme Makeover: Home Edition – programma TV, puntate 7x24-9x15 (2010-2011)
- Teen Choice Awards – programma TV, conduttrice (2012)
- Christmas in Washington – programma TV (2012)
- The X Factor – talent show, giudice (2012-2014)
- The View – programma TV, Co-conduttrice, 4 puntate (2013)
- We Day – programma TV, conduttrice (2015)
- Dick Clark's New Year's Rockin' Eve – programma TV (2015)
- 4D with Demi Lovato – podcast (2021)
- The Best Podcast Ever with Raven and Miranda – podcast, puntata 1x2 (2023)

### Documentari
- Jonas Brothers - Vivere il sogno – documentario TV, puntate 1x07-1x08 (2008)
- Demi Lovato: Stay Strong – documentario (2012)[92]
- The Ride: Demi Lovato – documentario (2014)
- Simply Complicated – documentario (2017)
- Demi Lovato: Dancing with the Devil – documentario (2021)

### Doppiatrice
- I Puffi - Viaggio nella foresta segreta, regia di Kelly Asbury (2017)
- C'era una volta il Principe Azzurro, regia di Ross Venokur (2018)

## Discografia
- 2008 – Don't Forget
- 2009 – Here We Go Again
- 2011 – Unbroken
- 2013 – Demi
- 2015 – Confident
- 2017 – Tell Me You Love Me
- 2021 – Dancing with the Devil... the Art of Starting Over
- 2022 – Holy Fvck

## Tournée

### Come artista principale
- 2008 – Demi Live! Warm Up Tour
- 2009/10 – Demi Lovato: Live in Concert
- 2011/13 – A Special Night with Demi Lovato
- 2014 – Neon Lights Tour
- 2014/15 – Demi World Tour
- 2018 – Tell Me You Love Me Tour
- 2022/23 – Holy Fvck Tour

### Con altri artisti
- 2016 – Future Now Tour (con Nick Jonas)

## Riconoscimenti
- ALMA Awards
  - 2009 – Best of the Year in Music
  - 2011 – Favorite TV Actress – Leading Role in a Comedy per Sonny tra le stelle
- American Partnership for Eosophilic Disorders Award
  - 2009 – Eosinophilic Honorary Ambassador Award
- Billboard Touring Awards
  - 2012 – Concert Marketing & Promotion Award
- Capital Loves Awards
  - 2014 – Best Live Session Cover
- Capricho Awards
  - 2010 – Best Cover of CH
  - 2011 – International Song per Skyscraper
  - 2011 – Celebrity Twitter User of the Year
  - 2012 – International Female Singer
  - 2012 – Best Concert
  - 2013 – International Singer
  - 2013 – Best Twitter
  - 2014 – International Singer
  - 2014 – Best Instagram
  - 2014 – Best Book per Staying Strong – 365 giorni all'anno
- Do Something Awards
  - 2011 – TV Star per Sonny tra le stelle
  - 2011 – Charity Song per Make a Wave con Joe Jonas
- JIM Awards
  - 2014 – Best Pop
- Mental Health Advocacy Award
  - 2013 – Mental Health Award
- MP3 Music Awards
  - 2013 – The IRP Award (Indie / Rock / Pop) per Heart Attack
- MTV Italian Music Awards
  - 2015 – Best Twitstar
- MTV Video Music Awards
  - 2012 – Best Video with a Message per Skyscraper
- MuchMusic Video Awards
  - 2013 – International Video of the Year – Artist per Heart Attack
- Nickelodeon
  - 2013 – Artista Internacional Favorito
  - 2014 – Artista Internacional Favorito
- Nickelodeon Kids' Choice Awards
  - 2018 – Favorite Woman
- O Music Awards
  - 2011 – Best Artist with a Cameraphone
- People's Choice Awards
  - 2011 – Favorite TV Guest Star per Grey's Anatomy
  - 2012 – Favorite Pop Artist
  - 2013 – Favorite Celebrity Judge per The X Factor
  - 2014 – Favorite Female Artist
  - 2014 – Favorite Music Fan Following
- Premios Irresistible Fanta Awards
  - 2012 – El artista más Irresistible
  - 2012 – Sería Irresistible ser amigo en Facebook de
  - 2012 – La canción para ringtone más irresistible per Give Your Heart a Break
- Radio Disney Music Awards
  - 2014 – Best Female Artist
  - 2014 – Favorite Roadtrip Song per Made in the USA
  - 2015 – Best Collaboration per Really Don't Care
- Shorty Awards
  - 2012 – Best Singer in Social Media
  - 2013 – Music
- Shot Music Award
  - 2012 – Shot Legend
  - 2012 – Shot Star
  - 2012 – Shot Single per Give Your Heart a Break
  - 2012 – Shot Female Artist
- Teen Choice Awards
  - 2009 – Choice TV – Breakout Star Female per Sonny tra le stelle
  - 2009 – Choice Music – Tour per Summer Tour 2009
  - 2011 – Choice Summer: Song per Skyscraper
  - 2011 – Acuvue Inspire Award
  - 2012 – Choice Twit
  - 2012 – Choice Summer Music Star: Female
  - 2013 – Choice Female Artist
  - 2013 – Choice Style Icon
  - 2013 – Choice TV: Personality – Female per The X Factor
  - 2013 – Choice Single: Female Artist per Heart Attack
  - 2014 – Choice Summer Female Artist
  - 2014 – Choice Summer Song per Really Don't Care
  - 2015 – Choice Music: Female Artist
- Unite4: Humanity Awards
  - 2014 – Young Luminary Awards
- Youth Rocks Awards
  - 2011 – Rockin Music Video of the Year per Skyscraper

## Doppiatrici italiane
Nelle versioni in italiano dei suoi lavori, Demi Lovato è stata doppiata da:
- Rossa Caputo in Camp Rock, Camp Rock 2: The Final Jam, Sonny tra le stelle, Programma protezione principesse, As the Bell Rings, Grey's Anatomy
- Veronica Puccio in Prison Break
- Erica Necci in Glee
- Beatrice Caggiula in The X Factor
- Joy Saltarelli in Will & Grace

Come doppiatrice, viene sostituita da:
- Joy Saltarelli ne I Puffi - Viaggio nella foresta segreta
- Veronica Puccio in C'era una volta il Principe Azzurro (Lenore, dialoghi)
- Chiara Gispo in C'era una volta il Principe Azzurro (Lenore, canto)